# Matías De los Santos
Matías De los Santos, vollständiger Name Matías De Los Santos De Los Santos, (* 22. November 1992 in Salto) ist ein uruguayischer Fußballspieler.

## Verein
Der nach Angaben seines Vereins 1,84 Meter große Defensivakteur De los Santos ging aus der Nachwuchsmannschaft Danubios hervor. Dort debütierte in der Apertura 2013 in der Primera División. In der Spielzeit 2013/14 bestritt er zwölf Erstligaspiele (ein Tor). Seine Mannschaft gewann als Tabellenerster die Apertura 2013 und schließlich auch die uruguayische Meisterschaft jener Saison. In der Saison 2014/15 wurde er in 18 Erstligaspielen (kein Tor), zwei Partien (kein Tor) der Copa Sudamericana 2014 und fünf Begegnungen (kein Tor) der Copa Libertadores 2015 eingesetzt. Während der Spielzeit 2015/16 kam er zu 16 Erstligaeinsätzen (ein Tor) und stand einmal (kein Tor) in der Copa Sudamericana 2015 auf dem Platz. In der Saison 2016 lief er in 13 weiteren (kein Tor), 2017 in 14 Erstligapartien (ein Tor) und zwei Begegnungen (kein Tor) der Copa Sudamericana 2017 auf. Anfang Juli 2017 verpflichtete ihn der Millonarios FC auf Leihbasis. Für die Kolumbianer bestritt er bislang (Stand: 17. Dezember 2017) 23 Erstligaspiele (zwei Tore). Mit Millonarios wurde er im Dezember 2017 kolumbianischer Meister. In der Saison 2018 gewann er die Superliga de Colombia. 2019 wurde er an den argentinischen Verein Vélez Sarsfield verliehen, der ihn 2021 fest verpflichtete. Dort stand er bis Ende 2023 unter Vertrag, war jedoch 2023 an den chilenischen Verein CSD Colo-Colo verliehen. 2024 kehrte er in seine Heimat zurück und unterschrieb bei Liverpool Montevideo. Im Juli 2024 wechselte er erneut nach Argentinien, wo er sich Atlético Tucumán anschloss. Im Juli 2025 kehrte er zu Nacional Montevideo in sein Heimatland zurück.

## Erfolge
Danubio
- Uruguayischer Meister: 2013/14

Millonarios
- Kolumbianischer Meister: 2017-II
- Sieger der Superliga de Colombia: 2018